# 造形
造形（ぞうけい）とは様々な物質を媒介として、形あるものを作りだすこと。またある概念によって生みだされた形・もの。
使用例として「造形美」「造形芸術」。東京造形大学の略称。

## 意味の変化
本来、造形とは、形を造ること、すなわち英語でいうmodeling（模型製作）やmolding（型で作ること。鋳造）を意味する。
特に芸術の分野においては、「造形芸術」と言った場合、「物体」を作り出す芸術、つまり絵画や彫刻、デザイン（工芸、建築）などを指した。
しかし、現代美術において、オブジェ【objet(仏)】等の「他のジャンルに収まらない芸術作品」を、ひっくるめて「造形作品」という言葉で呼びあらわしたり、さらに現在ではメディアアートについても造形芸術に含まれるようになるなど、意味の変化が見られる。